# My Happy Ending
«My Happy Ending» — второй сингл Аврил Лавин из её второго альбома Under My Skin, изданного в 2004 году. My Happy Ending стал третьим самым успешным синглом певицы, опередив первый сингл альбома Don’t Tell Me. В Великобритании, он достиг топ 5, в США — дошёл до 9 места, наибольший успех сопутствовал в Мексике, где песня поднялась на первое место. В январе 2005 «My Happy Ending» получил статус платинового, став вторым платиновым синглом Аврил Лавин после «Complicated» (2002).
По данным Allmusic, песни My Happy Ending и He Wasn't попали в список наиболее значимых пост-гранжевых песен за все время.

## Видео
Видеоклип на «My Happy Ending» был создан обладателем премий MTV и Грэмми Мейертом Ависом. Видео снималось в Уиллиамсбруке (Бруклин) и Гарлеме (Нью-Йорк). По сюжету видео певица наблюдает сцены из своих воспоминаний на экране кинотеатра. В начале показаны счастливые цветные воспоминания, где героиня счастливо проводит время в парке со своим молодым человеком. Далее идет переход к печальным моментам, и цвет воспоминаний постепенно исчезает. Кульминация видео наступает во время бриджа, где показана ссора героев. В конце плёнка воспоминаний рвется, оставляя вопрос: был ли разрыв отношений — единственным выходом, счастливым концом.

## Использование песни
«My Happy Ending» была использована в фильме Добейся успеха 3: всё или ничего.

Песня прозвучала в сериалах: C.S.I.: Место преступления, 5 сезон, эпизод «Mea culpa» (25 ноября, 2004), Тайны Смолвилля, 4 сезон, эпизод «Facade» (6 октября, 2004), Девочки Гилмор, 5 сезон.
Также песня появилась в серии караоке видеоигр — Lips, SingStar, и Karaoke Revolution.
Аврил Лавин исполняла эту песню на церемонии закрытия Олимпиады 2010.

## Список композиций
Япония (CD)

(BVCP-29613; издан 7 июля, 2004)
1. «My Happy Ending» (radio version)
2. «My Happy Ending» (album version)
3. «Don’t Tell Me» (live acoustic version)

Великобритания (CD single 1) / Франция
1. «My Happy Ending» (album version)
2. «Take It» (previously unreleased)

Великобритания (CD single 2)
1. «My Happy Ending»
2. «My Happy Ending» (live acoustic version)
3. «Take Me Away» (live acoustic version)
4. «My Happy Ending» (music video)

Германия, италия и Тайвань (CD single)
1. «My Happy Ending» (album version)
2. «My Happy Ending» (live acoustic version)
3. «Take Me Away» (live acoustic version)
4. «Take It» (previously unreleased)
5. «My Happy Ending» (music video)

Австралия (CD single)
1. «My Happy Ending» (clean version)
2. «My Happy Ending» (live acoustic version)
3. «Take Me Away» (live acoustic version)
4. «Take It» (previously unreleased)

США (CD promo)
1. «My Happy Ending» (radio version) — 4:02
2. «My Happy Ending» (album version) — 4:02
3. «My Happy Ending» (Callout Hook) — 0:10

Великобритания (CD promo)
1. «My Happy Ending» (album version) [explicit]
2. «My Happy Ending» (radio edit)[clean]

## Позиции в чартах
| Чарты (2004)                 | Лучший результат |
| ---------------------------- | ---------------- |
| Australia ARIA Singles Chart | 6                |
| Austrian Top 75 Singles      | 8                |
| Belgian UltraTop 50          | 30               |
| Canadian Singles Chart       | 11               |
| Dutch Top 40                 | 13               |
| French Singles Chart         | 39               |
| German Singles Chart         | 17               |
| Irish Singles Chart          | 7                |
| Italian Singles Chart        | 7                |

| Чарты (2004)                 | Лучший результат |
| ---------------------------- | ---------------- |
| Korea Singles Chart          | 1                |
| Norwegian Singles Chart      | 6                |
| Russian Airplay Chart        | 57               |
| Spanish Singles Chart        | 6                |
| Swedish Top 60 Singles Chart | 11               |
| Swiss Singles Chart          | 23               |
| UK Singles Chart             | 5                |
| U.S. Mainstream Top 40       | 1                |
| U.S. Billboard Hot 100       | 9                |

## Даты релиза
| Страна         | Дата              |
| -------------- | ----------------- |
| Япония         | 7 июля, 2004      |
| Германия       | 19 июля, 2004     |
| Великобритания | 2 августа, 2004   |
| Канада         | 3 августа, 2004   |
| США            | 14 сентября, 2004 |
| Россия         | 28 сентября, 2004 |
| Франция        | 2 ноября, 2004    |